# 硬蜥屬
硬蜥屬（學名：Sclerosaurus）是前稜蜥形目的一屬，是種小型、原始爬行動物，身長約30公分。頭部具有長刺，往頭後側方延伸。齒骨後斷牙齒的齒冠略呈疊瓦狀。背部中線具有二或三排狹窄背部鱗甲。